# کرنپینه (استان لوبوسکی)
کرنپینه (به لهستانی:  Krępiny) یک روستا در لهستان است که در گمینا کژشتسه واقع شده‌است.
 کرنپینه  ۲۳۰ نفر جمعیت دارد.